# Aeródromo Laguna San Rafael
El Aeródromo Laguna San Rafael (OACI: SCRF) es un terminal aéreo ubicado junto a la laguna San Rafael, provincia de Aysén, región de Aysén, Chile. Este aeródromo es de carácter público.